# Heiðar Jóhannsson
Heiðar Gauti Jóhannsson (* 2. November 2002) ist ein isländischer Eishockeyspieler, der seit Frühjahr 2024 erneut bei Skautafélag Akureyrar in der isländischen Eishockeyliga unter Vertrag steht.

## Karriere
Heiðar Jóhannsson begann seine Karriere als Eishockeyspieler bei Skautafélag Akureyrar, wo er 2019 in der isländischen Eishockeyliga debütierte. 2021 und 2022 wurde er mit seiner Mannschaft Isländischer Meister. 2023/24 spielt er beim Osby IK in der fünftklassigen schwedischen Hockeytrean, bevor er im Frühjahr 2024 zu Skautafélag Akureyrar zurückkehrte.

### International
Heiðar Jóhannsson spielte bereits als Jugendlicher für Island. Er nahm zunächst an der U18-Weltmeisterschaft 2019 in der Division III teil. Mit der U20-Auswahl der Isländer nahm er an den Weltmeisterschaften 2020 in der Division III und 2022 in der Division II teil.
Sein Debüt in der Herren-Nationalmannschaft gab er als 19-Jähriger bei der Weltmeisterschaft 2022, als er mit den Isländern beim Heimturnier in Reykjavík von der B- in die A-Gruppe der Division II aufstieg. Dort spielte er bei den Weltmeisterschaften 2023 und 2024, konnte jedoch 2024 die Klasse nicht halten. Zudem vertrat er seine Farben bei der Olympiaqualifikation für die Winterspiele in Mailand 2026.

## Erfolge
- 2020 Aufstieg in die Division II, Gruppe B, bei der U20-Weltmeisterschaft der Division III
- 2021 Isländischer Meister mit Skautafélag Akureyrar
- 2022 Isländischer Meister mit Skautafélag Akureyrar
- 2022 Aufstieg in die Division II, Gruppe A, bei der Weltmeisterschaft der Division II, Gruppe B